# Matthias Frosch
Matthias Frosch (* 24. Februar 1960 in Mainz) ist ein deutscher Mediziner, Dekan der Medizinischen Fakultät in Würzburg und bis Juni 2025 Präsident des Medizinischen Fakultätentags (MFT).

## Leben und Wirken
Frosch studierte von 1979 bis 1986 Humanmedizin an der Universität Mainz, wo er 1986 mit „summa cum laude“ promovierte. Anschließend war er Post-Doktorand am Max-Planck-Institut für Biologie in Tübingen und am Institut für Medizinische Mikrobiologie an der Medizinischen Hochschule Hannover (MHH) tätig. Nach der Habilitation für das Fach Medizinische Mikrobiologie (1992) und der Facharztanerkennung (1993, Facharzt für Mikrobiologie, Virologie und Infektionsepidemiologie) nahm er 1994 den Ruf auf eine Hermann und Lilly Schilling-Professur an der MHH an. 1996 wechselte er an die Universität Würzburg. Von 1996 bis 2020 war er dort Institutsvorstand und Inhaber des Lehrstuhls für Hygiene und Mikrobiologie, von 2002 bis 2006 zudem Studiendekan der Medizinischen Fakultät. Seit 2021 ist er hauptamtlicher Dekan der Medizinischen Fakultät, nachdem er diese Funktion von 2006 bis 2020 bereits im Nebenamt begleitet hatte.
2013 wurde Frosch in das Präsidium des Medizinischen Fakultätentags (MFT) gewählt, von 2019 bis 2025 stand er dem Verband als Präsident vor. Er war zudem Gründungsvorsitzender der Universitätsmedizin Bayern e.V. (UMB), und von 2020 bis 2022 deren Vorsitzender.
Frosch war Präsident der Deutschen Gesellschaft für Hygiene und Mikrobiologie (DGHM, 2004–2006), Präsident der European Meningococcal Disease Society (EMGM, 2005–2010), Mitglied des Kuratoriums des Fraunhofer-Instituts für Grenzflächen- und Bioverfahrenstechnik, Stuttgart (2013–2018). Seit 2012 ist er Mitglied des wissenschaftlichen Beirats der Behring-Röntgen Stiftung (Marburg/Gießen), seit 2020 Mitglied des Kuratoriums des Fraunhofer-Instituts für Silikatforschung, Würzburg und seit 2021 Mitglied des Beirats Medizin beim Institut für Medizinische und Pharmazeutische Prüfungsfragen (IMPP).
Frosch war federführend in zahlreichen nationalen und internationalen Forschungsverbünden tätig, u. a. als Koordinator „Implication of meningococcal epidemiology and population biology on public health in Europe“ (EU, 2001–2005), Stellvertretender Sprecher SFB 479 „Erregervariabilität und Wirtsreaktion bei infektiösen Krankheitsprozessen“ (2002–2009), Koordinator „Genomforschung an pathogenen Bakterien“ (BMBF, 2001–2009) und Koordinator “Laboratory Surveillance of Invasive Bacterial Diseases” (ECDC, 2008–2018).
Frosch publizierte mehr als 200 Artikel in internationalen Zeitschriften, vorwiegend zur Molekularbiologie und Epidemiologie des pathogenen Bakteriums Neisseria meningitidis.
Für seine Arbeiten wurde er mehrfach ausgezeichnet. Er erhielt unter anderem 1986 den Heinz Maier-Leibnitz-Preis der DFG, 1986 den Tancré-Preis der Universität Mainz, 1993 den Forschungspreis der Deutschen Gesellschaft für Pädiatrische Infektiologie, 1995 den BioMérieux-Diagnostikpreis der Deutschen Gesellschaft für Hygiene und Mikrobiologie (DGHM) und 1998 den Hauptpreis der DGHM. 2008 wurde er mit dem Aronson-Preis des Berliner Senats und 2009 mit dem Marcella Boveri-Preis der Universität ausgezeichnet. 2023 wurde Frosch die Auszeichnung Pro Meritis Scientiae et Litterarum verliehen.